# Mnich Sazawski
Mnich Sazawski (łac. Monachus Sazavensis) – anonimowy kronikarz czeski z XII wieku, zakonnik w benedyktyńskim klasztorze sazawskim, jeden z tzw. kontynuatorów Kosmasa z Pragi.
Jego kronika kontynuuje kronikę Kosmasa dla lat 1126–1162. Opisuje także wcześniejsze dzieje benedyktyńskiego klasztoru sazawskiego od założenia przez pustelnika Prokopa po czasy opata Sylwestra. Klasztor sazawski do 1096 był ośrodkiem liturgii słowiańskiej i choć jest najstarszy w Czechach jego dzieje były pomijane w kronice Kosmasa, który był zwolennikiem obrządku łacińskiego. W czasie, gdy powstawała kronika Mnicha Sazawskiego, dzieło Kosmasa było przechowywane właśnie w klasztorze sazawskim. Przez lata wśród naukowców trwał spór, czy kronika miała jednego czy wielu (nawet czterech) autorów. 
Zachowała się do nowszych czasów w 2 manuskryptach w postaci uzupełnień do kroniki Kosmasa i jej kontynuacji po roku 1125. Oryginał starszego manuskryptu pochodzący z przełomu XII i XIII stulecia – znany jako drezdeński – spłonął w czasie II wojny światowej. Drugi, wiedeński pochodzi z XIV wieku. Została opublikowana w 1730 r. przez Johanna Burkharda Mencke w zbiorze „Scriptores rerum Germanicarum” a w 1783 r. przez czeskiego budziciela, Josefa Dobrovskiego w zbiorze „Scriptores rerum Bohemicarum”.
Jest także źródłem do historii Polski i stosunków między państwami Piastów i Przemyślidów. Pod rokiem 990 podaje informację o utracie Niemczy przez państwo czeskie, co jest interpretowane jako data przejęcia Śląska przez Mieszka I.